# Де ла Торре, Карлос Мария
Карлос Мария Хавьер де ла Торре (исп. Carlos María Javier de la Torre; 14 ноября 1873, пригород Кито Ла Лома, Эквадор — 31 июля 1968, Кито, Эквадор) — первый эквадорский кардинал. Епископ Лохи с 30 декабря 1911 по 21 августа 1919. Епископ Риобамбы с 21 августа 1919 по 20 декабря 1926. Епископ Гуаякиля с 20 декабря 1926 по 8 сентября 1933. Архиепископ Кито с 8 сентября 1933 по 23 июня 1967. Кардинал-священник с 12 января 1953, с титулом церкви pro illa vice Санта-Мария-ин-Аквиро с 15 января 1953.